# Clotaire IV
Clotaire IV, mort en 719, est le roi des Francs d'Austrasie de 717 à sa mort. Membre de la dynastie mérovingienne, il est choisi par Charles Martel, maire du palais d'Austrasie, pour s'opposer à Chilpéric II et à Ragenfred, maire du palais de Neustrie. C'est la première fois depuis 679 que le royaume des Francs est divisé. Après la mort de Clotaire, il est réunifié sous Chilpéric.

## Filiation
Aucune source contemporaine n'indique la filiation de Clotaire IV, hormis un diplôme de Childebert IV daté de 710 où ce dernier se dit frère d'un Clotaire. Cependant, ce Clotaire est supposé avoir déjà régné, alors que Clotaire IV n'est monté sur le trône qu'en 717. Léon Levillain a supposé qu'il a été associé au trône du vivant de son père, puis détrôné avant de remonter sur le trône, hypothèse critiquée par Karl August Eckhardt (de), lequel a démontré que le nom de Chlotharius dans le diplôme est une erreur et qu'il faut y voir Chlodoveus. Ce dernier a par la suite analysé plusieurs témoignages tardifs qui proposent une filiation pour Clotaire IV :
- Clotaire IV serait le fils et successeur de Dagobert III selon la Chronicon Vedastinum (Xe siècle), qui ajoute qu'il fut emmené à l'âge de sept mois au monastère de Chelles. L'information est par la suite reprise dans la Genealogia comitum Buloniensium et le Genealogie ducum Brabantiae (XIIIe siècle) ;
- Clotaire IV serait le fils de Thierry IV et le dernier roi mérovingien selon l’Historia Regum Francorum (XIe siècle) ;
- Clotaire IV serait le fils de Clovis II et cousin de Charles Martel selon Adémar de Chabannes ;
- Clotaire IV serait le successeur et l'oncle paternel de Dagobert III (c'est-à-dire fils de Thierry III) selon Albéric de Trois-Fontaines.

Pour Karl August Eckhardt, la proposition de la Chronicon Vedastinum résulte d'une confusion avec Thierry IV, le vrai successeur de Dagobert III, qui fut effectivement élevé à Chelles. L’Historia Regum Francorum, quant à lui, est victime d'une autre confusion avec Childéric III : Clotaire IV ne pouvait pas être le fils d'un de ses successeurs. La filiation attribuée par Adémar de Chabannes correspond à celle de Clotaire III et non à celle de Clotaire IV.
En conclusion, Karl August Eckhardt estime possible le témoignage d'Albéric de Trois-Fontaines, affirmant Clotaire IV comme fils de Thierry III. Le rédacteur de l’Historia Regum Francorum se serait en fait trompé de Thierry. Un argument renforçant la filiation en faveur de Thierry III est la mention d'Adémar de Chabannes qui indique Clotaire IV comme cousin de Charles Martel : Thierry III a épousé Clotilde Doda, dont le second prénom montre une parenté possible avec sainte Dode, épouse de saint Arnoul et arrière grand-mère de Charles Martel. Cette hypothèse est suivie par plusieurs historiens,.

## Biographie
Clotaire a été fait roi à l'instigation de Charles Martel après sa victoire sur les forces de Chilpéric II et du maire du palais, Ragenfred, à la bataille de Vinchy le 21 mars 717. Cette victoire permet à Charles Martel de contrôler la majeure partie de l'Austrasie. L'institution d'un roi rival en la personne de Clotaire IV répondait à deux objectifs : elle légitimait Charles Martel en tant que maire du palais, fonction qu'il revendiquait comme un héritage de son père, Pépin de Herstal, et elle augmentait ses ressources militaires en lui permettant de lever une armée plus importante par le biais de convocations légitimées par le pouvoir royal.
À la suite de l'instauration de Clotaire, Chilpéric et Ragenfred s'allient au duc Eudes. Au début de l'année 718, Charles Martel mena une armée au nom de Clotaire contre les Neustriens et les Aquitains, qu'il vainquit à la bataille de Soissons, forçant Chilpéric à fuir en Aquitaine et à se mettre sous la protection du duc Eudes. Il conduit ensuite cette même armée en Saxe, jusqu'à la rivière Weser.
La Lex Alamannorum, un code de lois pour les Alamans, a été promulguée sous le règne de Clotaire et en son nom. L'un des trois groupes de manuscrits de la Lex Alamannorum est appelé Lex Alamannorum Hlotharii en raison de son élaboration par Clotaire.
Clotaire meurt en 719, rendant nécessaire la conclusion d'un accord négocié entre Charles Martel et Eudes d'Aquitaine. Chilpéric réunifie alors le royaume, et demeure roi des Francs jusqu'à sa propre mort en 721.

## Sources

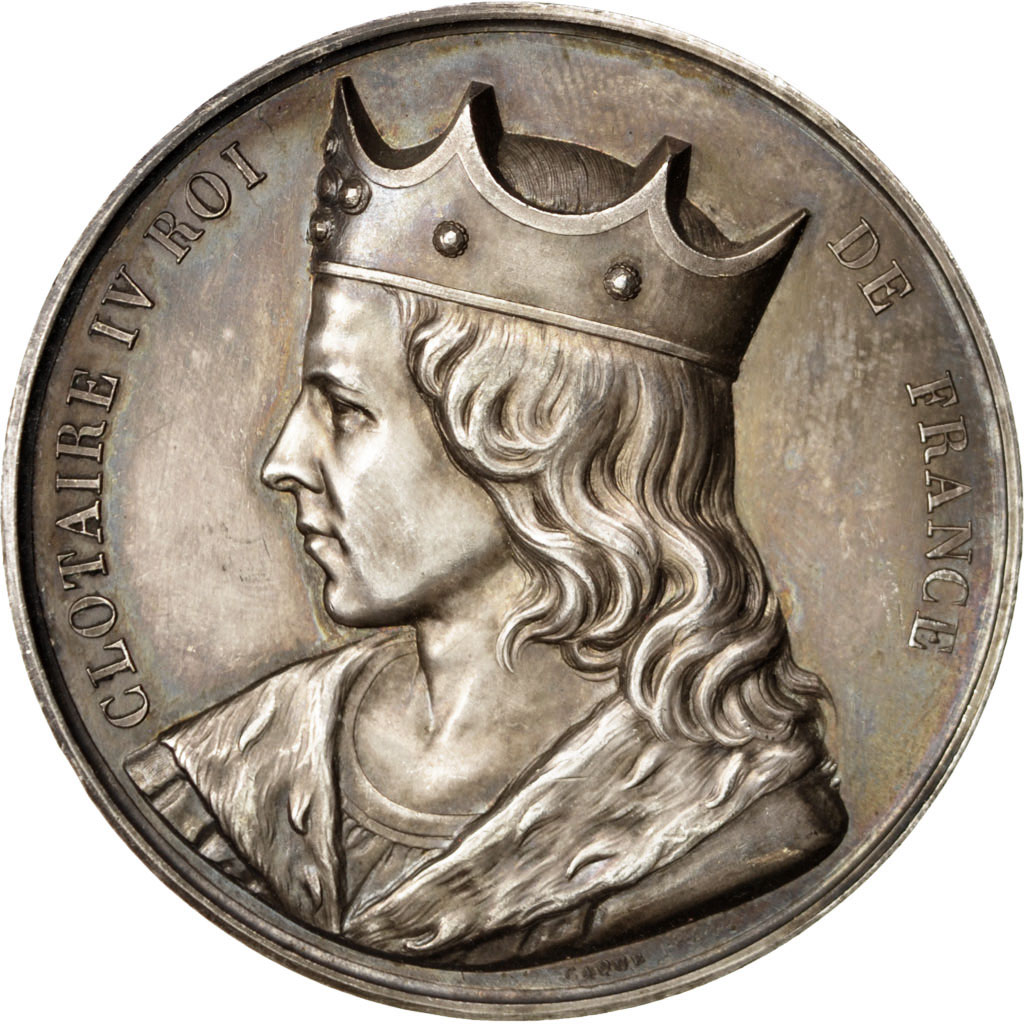
« Clotaire IV, roi de France », médaille de Armand Auguste Caqué, Galerie numismatique des rois de France, 1836.

- Chapitre 53 du Livre de l'histoire des Francs (vers 727) :

« [...] Avec la matrone Plectrude, il [ Charles ] décida de reprendre les trésors de son père, puis il récupéra son royaume à la tête duquel il plaça un homme nommé Clotaire. Chilpéric et Ragenfred réclamèrent l'aide du duc Eudes. Celui-ci lança une armée contre Charles. Mais Charles intrépide, lui courut dessus. Eudes prit la fuite entrant dans la ville de Paris et allant au-delà de la Loire avec Chilpéric et ses trésors. Charles le poursuivit mais ne parvint pas à les rattraper. Le roi Clotaire mourut cette année-là. [...]. »

- Chapitre 10 de la Continuation de la Chronique de Frédégaire (vers 760) :

« Charles [...] se choisit un roi nommé Clotaire. Chilpéric et Raganfred dépêchent alors une ambassade auprès d'Eudes, demandent instamment son aide et lui livrent le royaume et des présents. Celui-ci aussi leva une armée de Gascons, vint jusqu'à eux et, de concert, ils s'avancèrent contre Charles. Mais lui, avec constance et sans trembler, se hâte à leur rencontre. Eudes, effrayé de ne pouvoir résister, s'enfuit. Charles le poursuit jusqu'à Paris puis, après avoir traversé la Seine, jusqu'à Orléans, mais il venait de s'en échapper de justesse et franchissait les frontières de sa région, emmenant avec lui le roi Chilpéric et les trésors qu'il lui avait enlevés. Le roi Clotaire mourut alors et s'en alla. Charles, par l'intermédiaire de ses envoyés, reçut également du duc Eudes ledit roi Chilpéric. Celui-ci vint à Noyon et, après peu de temps, perdit l'existence et le trône : Il mourut après avoir régné six ans. [...]. »